# Costanziaco
Costanziaco (auch Constantiacum) war eine Stadt in der nördlichen Lagune von Venedig, genauer nordöstlich von Torcello, die von der Antike bis ins 12./13. Jahrhundert bestand, jedoch mit einer Unterbrechung etwa vom 4. bis zum 6./7. Jahrhundert. Die Lage der bis zu 18 ha großen mittelalterlichen Stadt weicht dabei von der der antiken Stadt ab. Ähnlich wie die ebenfalls untergegangene Stadt Ammiana fiel Costanziaco zum einen im 4. bis 6. Jahrhundert und dann im 11./12. Jahrhundert dem steigenden Wasserspiegel der Lagune zum Opfer, dann der Versandung durch die Ablagerungen des Flusses Sile, im Hochmittelalter aber auch der Malaria.

## Name
Der Name Costanziaco, so wurde spekuliert, geht auf „Costanzo“, den Ehemann der Kaiserin Galla Placidia zurück, vielleicht aber auch auf römische Legionen, die „Costantiacae“, wie sie Ammianus Marcellinus nennt, die in dieser Region stationiert waren.

## Lage
Über die Lage der Stadt herrschte lange Uneinigkeit. Häufig wurde Costanziaco in den Palude della Centrega gesehen, dann wieder unter dem Wasser der Palude um Torcello. Jener nördlichste Punkt der Stadt, der in den Quellen als „Capite Costanziaco“ erscheint, ist mit der späteren Pieve di SS. Sergio e Bacco zu identifizieren, wie archäologische Untersuchungen und paralleles Studium der Quellen erwies. Der südlichste Punkt ist mit der Kapelle S. Pietro zu identifizieren. Der Canale La Dolce markiert den Ostrand, die Palude della Rosa (Torcello) den Westrand. Die Stadt hatte damit eine Fläche von rund 18 ha.

## Antike und frühmittelalterliche Stadt
In römischer Zeit lag die Stadt anscheinend auf dem Gebiet des Großen Torcello. Währenddessen fanden sich nur am Nord- und Südrand der mittelalterlichen Stadt zwei bauliche Strukturen aus römischer Zeit, heute in 2,35 bis 2,50 m unter dem Meeresspiegel. Entweder handelte es sich um Inseln, oder zwischen den beiden Strukturen befand sich ein Wald oder Gärten.

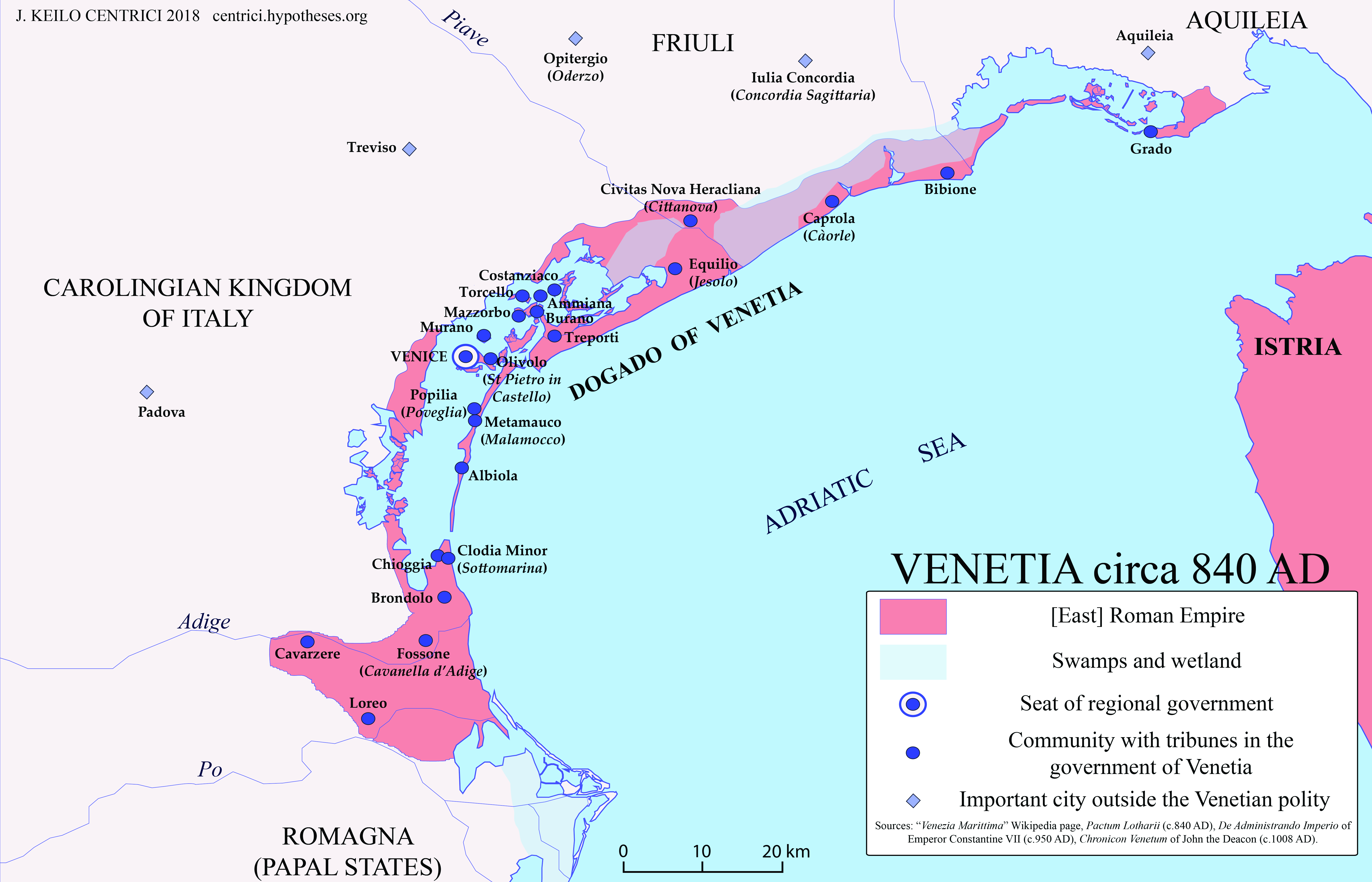
Die Lagune und ihre Umgebung um 840

Die mittelalterliche Stadt bestand hingegen aus vier Inseln, wobei in mittelalterlichen Kartenwerken die Bezeichnungen Costanziaco Maggiore und Costanziaco Minore erscheinen, die etwa gleich groß waren; es wurden also die Gemeindenamen, die contrade verzeichnet. Diese contrade lagen rechts (Costanziaco Maggiore) und links (Minore) eines der Arme des Sile (Sile Vecchio). Archäologische Untersuchungen wiesen Siedlungsreste und Verteidigungsanlagen aus dem 7. Jahrhundert nach. Nördlich von Costanziaco Maggiore lagen niedriger liegende Bereiche der Lagune, die sich als Weiden nutzen ließen. Diese grenzten im Westen wiederum an die Palude della Rosa, im Süden an die Palude della Centrega oder Centranica. Im Osten grenzten sie an letztere Palude, aber auch an die Palude del Gomblago oder Bombajo. Die Ufer des durch die insgesamt höchstens 18 ha große Stadt fließenden Sile waren durch hölzerne Strukturen befestigt, ähnlich wie die größeren Gebäude. Im nördlichsten Teil von Maggiore, in den Quellen Capite Costantiaci genannt, befand sich die Gemeindekirche SS. Sergio e Bacco, während sich am südlichsten Ende S. Pietro erhob. Hinzu kamen die Kapellen oder Kirchen S. Mauro und S. Giovanni. Auf Minore befanden sich die Kirchen SS. Massimo e Marcelliano im Süden, weiter im Norden SS. Giovanni e Paolo.

## Gründungslegende, Zusammenhang zum westlichen Kaiserreich
Die Gründung ging der Legende nach auf Flüchtlinge vor den Hunnen unter Führung Attilas zurück, der 452 in Italien stand. Eine zweite Flüchtlingswelle vor den Ungarn erfolgte im späten 9. Jahrhundert. Keine Erwähnung fand Costanziaco, im Gegensatz zur Nachbarstadt Ammiana, in einem Vertrag zwischen dem Frankenreich und Venedig vom 23. Februar 840, dem Pactum Lotharii. Das Gleiche gilt für die Bestätigung des Pactums durch Otto I. im Jahr 967. Folgt man dem Codex Tarvisinus (c. 239–242) hängt dieses Schweigen der Quellen damit zusammen, dass Costanziaco gar nicht zum Dukat Venedig gehörte, sondern zum kaiserlichen Vikariat Treviso. Das Gleiche galt demzufolge für die Kirche SS. Biagio e Cataldo auf Monte dell’Oro. Diese Örtlichkeit kam wiederum erst nach dem Sieg über Ezzelino III. da Romano an Venedig. Möglicherweise besaßen die Langobarden auch innerhalb der Lagune Ansprüche, nämlich auf den Inseln Ronchi und Fossato nordöstlich von Costanziaco.

## Ersterwähnung
Erstmals wird die Inselgruppe, auf der sich Costanziaco entwickelt hatte, in einer Bulle Papst Alexanders II. aus dem Jahr 1064 erwähnt. Darin bestätigte der Papst dem Bischof von Torcello die plenitudo episcopatus über verschiedene Gemeinden und kirchliche Einrichtungen. Allerdings tauchte schon zwischen 971 und 991 ein „Dominicus, filius Georgii Gambasyrica, de Costanciaco“ auf. Weitere Personennamen dieser Art folgten, ohne dass Näheres über die Stadt daraus abzulesen wäre. Spätestens Anfang des 12. Jahrhunderts stand der Stadt ein Gastalde vor.

## Bau von Kirchen und Klöstern
Wie in allen Orten der Lagune entstand auch in Costanziaco eine Reihe von Kirchen, in diesem Falle SS. Sergio e Bacco (Bakchos und Sergios) im Norden und SS. Massimo e Marcelliano, dazu S. Moro, S. Zanipolo (venez. für SS. Giovanni e Paolo), S. Maffio (venez. für S. Matteo Matthäus), S. Piero (Pietro) ganz im Süden und S. Arian (Adriano). Dabei befanden sich Ss. Sergio e Bacco sowie S. Maffio auf der heutigen Insel La Cura, während sich das 1160 gegründete Kloster S. Arian auf Sant’Ariano befand. Das Frauenkloster S. Arian wurde als letzte Einrichtung erst 1549 aufgegeben. Auch San Maffio di Mazzorbo, das 1218 in Costanziaco gegründet worden, jedoch wenige Jahre später auf Mazzorbo verlegt worden war, verdankte der untergegangenen Stadt seine Existenz. Die Kirche wurde 1810 durch Napoleon aufgehoben. SS. Massimo e Marcelliano und S. Zanipolo gehörten zu Costanziaco Minore.
Im Februar 1229 gründeten drei Frauen – Maria da Canal, Richelda Zancarolo und Maria da Zara – das kleine Kloster San Matteo, dem der Bischof von Treviso die Observanz der benediktinischen Regel übertrug. 1232 ersuchten die Nonnen den Papst, die Zisterzienserregel übernehmen zu dürfen, doch wehrte sich der Abt des Zisterzienserklosters San Tommaso dei Borgognoni dagegen, denn deren Regel untersagte die Gründung eines Klosters in weniger als einer lega Entfernung (mehr als 16 km). Aber Papst Gregor IX. gestattete nicht nur den Bau des Nonnenkonvents, sondern unterstellte es sogar apostolischem Schutz.

## Entvölkerung, Ossuarium
Offenbar verschlechterten sich in der zweiten Hälfte des 13. Jahrhunderts die Lebensbedingungen. So könnte sich erklären, dass Egidio, Bischof von Torcello, der Äbtissin des um 1160 gegründeten Sant’Adriano, die beiden Kirchen SS Sergio e Bacco und S. Pietro di Costanziaco überließ. San Matteo sah sich 1293 gezwungen, zu einem ungewöhnlich niedrigen Preis ein Grundstück auf Sant’Erasmo an das Kloster San Zaccaria zu veräußern. Nur wenig später wurden die Nonnen von S. Mafio nach Mazzorbo transferiert. Dies wurde 1298 vom Bischof von Torcello bestätigt und zugleich der Bau eines neuen Klosters genehmigt. Noch 1283 erwähnte ein Ratsbeschluss einen „turre vetere Costançagi“.
Eine Urkunde vom 1. April 1443 gestattet es festzustellen, welche Gartenfrüchte angebaut wurden. Darunter befindet sich, noch vor der Entdeckung Amerikas, eine Reihe von außereuropäischen Bodenfrüchten, wie Kürbisse (zucche) und Bohnen (diese stammten demnach von asiatischen Sorten ab), Knoblauch, Gurken und Zwiebeln, dann Salate, Auberginen, Melonen und Spinat. Hinzu kamen Linsen, Erbsen und Ackerbohnen. Nicht angebaut wurde anscheinend die Artischocke, die in der Lagune erst im 16. Jahrhundert auftaucht. Neben dem Landbau, dem eine Reihe von Mühlen am Sile diente, war die Fischerei weiterhin von großer Bedeutung, aber auch die Gewinnung von Salz. Ein Hinweis darauf, dass sich die Nutzung rapide änderte, vor allem reduzierte, war die Gegenwart von Schlangen, insbesondere von Gelbgrünen Zornnattern, die hier biacchi genannt wurden, in einem Dokument vom 4. November 1549. Diese leben häufig in Ruinen und verbuschten Landschaften.
1565 stimmte der Senat einem Vorschlag der Gesundheitsbehörde zu, auf der Insel eine Mauer zu errichten und zur Aufnahme exhumierter Leichen ein Ossuarium einzurichten, um die zahlreichen Friedhöfe Venedigs („campielli dei morti“) zu entlasten. Auf einer Zeichnung Tommaso Scalfurottos von 1779 ist das Beinhaus mit einer kleinen Kirche hinter der Mauer erkennbar.
Das Hochwasser von 1966 zerstörte viele der an der Wasseroberfläche erkennbaren Überreste.

## Archäologische Untersuchungen (seit 2008)

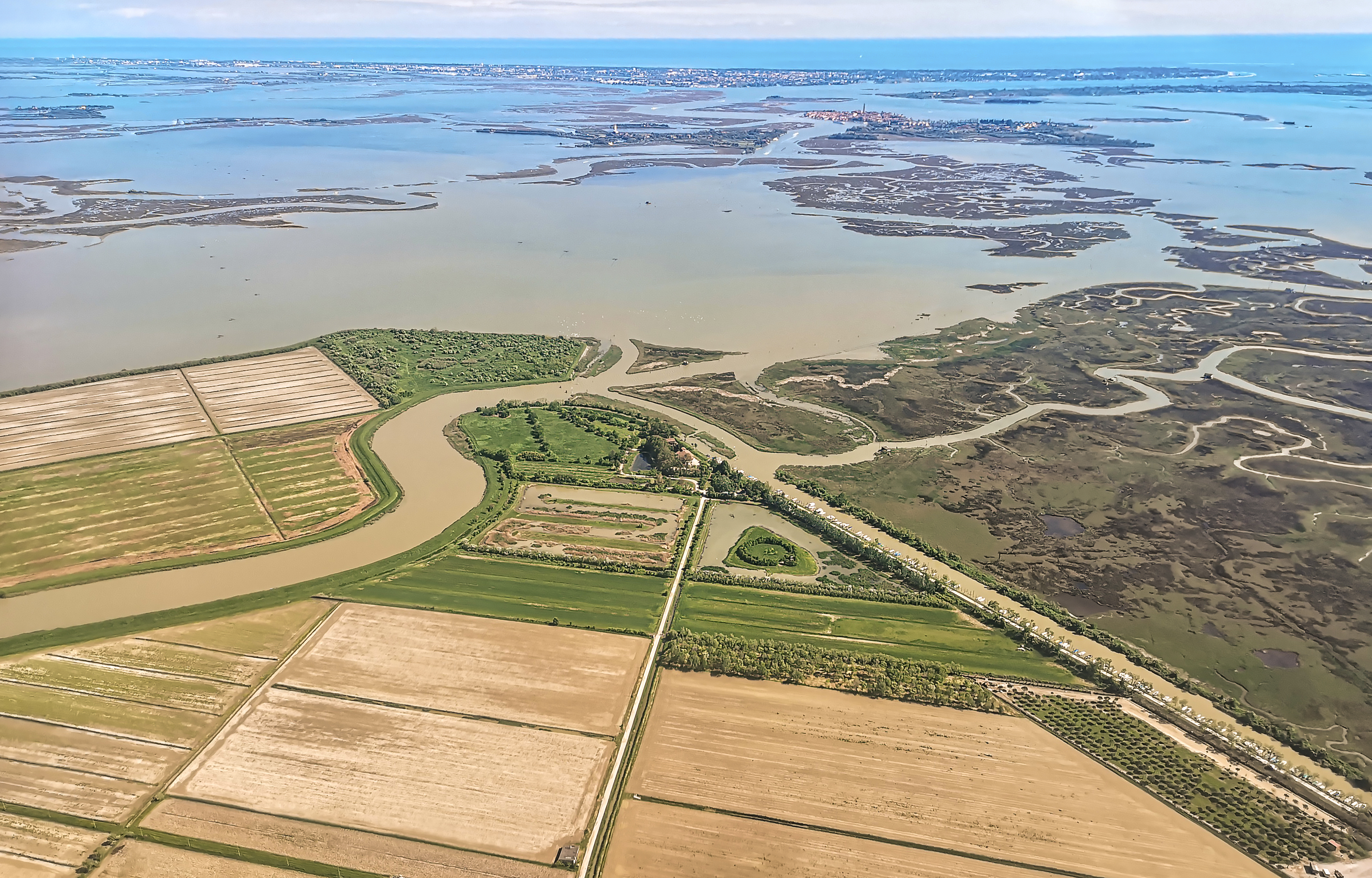
Die Lagune von Venedig südlich der Mündung des Flusses Dese mit Torcello und Burano

Seit 2008 befasst sich ein archäologisches Grabungsprojekt mit den Inseln Sant’Ariano, La Cura und mit dem Gebiet Sette Soleri. Die Funde belegen, dass die Stadt schon im 9. und 10. Jahrhundert in eine erste Krise geriet, eine erneute Krise ab etwa 1100 führte schließlich zum Ende Costanziacos.
Nachweisen ließ sich die Kapelle S. Pietro, von der jedoch die Apsis zerstört ist. Die baulichen Reste, dazu einige Gräber, wurden in das 7. und 8. Jahrhundert datiert, während das marmorne Tympanon in das 9. oder 10. Jahrhundert gehört.
Nahe der Kapelle fanden sich Überreste von Gassen und Plätzen, aber auch Fußwege von etwa 60 cm Breite, die auf ca. 40 bis 50 cm hohe Dämme gebaut wurden. Dies dürfte eine Reaktion auf den erhöhten Meeresspiegel im 9. Jahrhundert gewesen sein. Die Existenz weitläufiger Wegestrukturen bestätigt noch ein Dokument von 1255, in dem von „callibus quoque et viis... in tumba posita in Costantiaco“ die Rede ist. Entlang dem Canale La Dolce ziehen sich Wege auf einer Länge von 800 m. Diese Strukturen entsprechen wenig den typischen geometrischen Strukturen römischer Zeit, als vielmehr mäandrierenden, an die natürliche Umgebung angepassten Wegesystemen. Geradlinig werden die Strukturen nur dort, wo sie an die offene Lagune grenzen. Im Canale La Dolce fanden sich Bronzemünzen aus römischer Zeit.
Auf der untersuchten Fläche rechts des Kanals fanden sich bis 2015 allein 40 Bauwerke, darunter ein Bauwerk von 35 mal 27 m Grundfläche. Es dürfte sich dabei um ein Pack- oder Lagerhaus handeln, wie sie typisch für Flusshäfen waren. Hinzu kommen mehr als 400 pali, also in den Untergrund gerammte Pfähle. Sie stammen aus dem 7. Jahrhundert. Diese waren Ausgangspunkte der besagten Pfade und Gassen, so dass es sich wohl um Anlegestellen handelte. Auch hier zeigten sich die Zwänge, sich an den steigenden Meeresspiegel durch neue Befestigungsreihen anzupassen.
Entdeckt wurden auch die Überreste des Klosters S. Ariano, das 1160 entstand. Gründerin war Beata Anna, Tochter des Dogen Vitale Michiel II. und Ehefrau des Nicolò Giustiniano. In der Nachbarschaft ließen sich Baustrukturen aus dem 12. und 13. Jahrhundert nachweisen. Eine massive Struktur aus Steinblöcken könnte eine Befestigungsanlage dargestellt haben. Der besagte Ratsbeschluss von 1283, der einen „turre vetere Costançagi“ nennt (Codex Tarvisinus), passt wohl zu diesem mächtigen Bau. Die Verehrung der hl. Sergius und Bacchus in Form einer Kirche verweist auf die Schutzheiligen der Soldaten in byzantinischer Zeit; die schrumpfende Stadt musste den Tribunen noch im 11. Jahrhundert 20 excusati stellen, während Murano 40 und Rivoalto bereits 120 zu stellen hatten. Im 12. Jahrhundert überließen ortsansässige Familien, wie die Viaro, ihr Eigentum dem Kloster, und zogen nach Venedig. Schließlich ging auch die Gemeindekirche SS. Sergio e Bacco an das Kloster. Anfang des 15. Jahrhunderts zerstörte ein Feuer Teile der Klosteranlage, Mitte des 16. Jahrhunderts verließen die wenigen verbliebenen Nonnen das Kloster. Schon zuvor waren sie jeden Sommer nach Murano in ein angemietetes Haus geflohen. Jede der Zellen im Kloster verfügte über einen Abwasserkanal, spätestens im 13. Jahrhundert entstand ein Brunnen. Die Bauten wurden im 16. Jahrhundert abgerissen, zahlreiche Steine wurden auf die Giudecca verbracht und in die Redentore-Kirche eingebaut, die dort 1577 bis 1592 entstand.
In den tiefer gelegenen, römischen Schichten ließ sich eine erste Phase des Niedergangs, also vor den beiden des 9./10. und 11./12. Jahrhunderts nachweisen. Die Besiedlung war demnach im 4. bis 6. Jahrhundert sehr dünn geworden. Dabei liegen keinerlei archäologische Hinweise auf kriegerische Zerstörungen vor. Der Widerstand gegen den Niedergang erweist sich darin, dass erhöhte Wege als ein Mittel dienten, die Verbindungen aufrechtzuerhalten. Auch wurde noch ein Friedhof genutzt. Noch im 16. Jahrhundert versuchten einige „huomini coraggiosi“ (‚mutige Männer‘), Grabsteine aus den Barene di S. Ariano zu holen, die sich an halbversunkenen Straßen fanden, von Schlangen heimgesucht. Noch auf einer Karte von 1627 lassen sich antike Straßenreste erkennen.